# Platform Stockholm

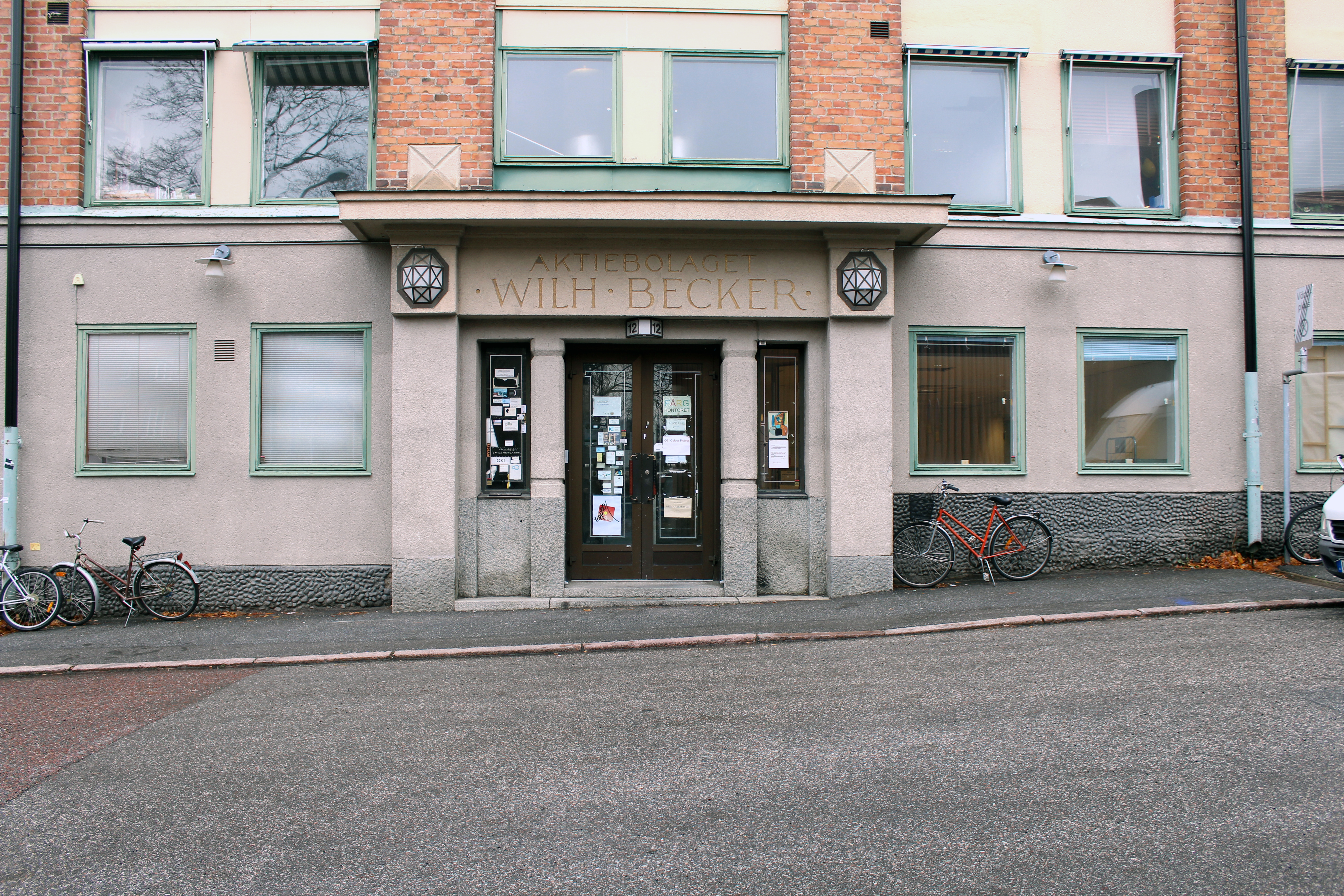
Ingången till tidigare Beckers färgfabriks kontorshus

Platform Stockholm är en konstorganisation, ateljékollektiv och utställningslokal i Liljeholmen, Stockholm, som grundades 2010 av Cameron MacLeod och Jens Evaldsson.
Platform Stockholm ligger i färgföretaget Beckers tidigare kontorslokaler på Lövholmsgränd, i samma hus som fyra andra konstnärskollektiv är verksamma. Organisationen hyr ut ateljéplatser på tre våningar i huset till ett hundratal kulturutövare, och har ett galleri på första våningen.
I galleriet hålls konstutställningar och andra kulturella aktiviteter. Flertalet av utställningarna använder icketraditionella produktionsmetoder, som med utställningsserien Evening Standard, vilken är en kombination av konstutställning och fest. Bland konstnärer som har ställt ut i galleriet är Cécile B Evans, Antoine Donzeaud, Felicia Atkinson, Makode Linde, Tamara Henderson, Oscar Guermouche, Tova Mozard, Olav Westphalen och Mikael Goralski. 
Sedan 2013 har Platform Stockholm fått medel från bland annat Innovativ Kultur, Kulturbryggan och Stockholms stad för att utveckla utställningsprojektet Curatron.